# 주령
주령(朱靈, ? ~ ?)은 중국 후한 말 ~ 조위의 무장으로, 자는 문박(文博)이며, 기주 청하국 수현(鄃縣) 사람이다.

## 생애

### 원소 휘하에서의 행적
처음에는 원소(袁紹)를 섬겼다.
같은 군 사람인 계옹(季雍)이 원소를 배반하고 공손찬(公孫瓚)에게 갔고, 원소는 주령으로 하여금 그를 공격하도록 하였다. 이때 주령의 가족들은 성 안에 있었는데, 공손찬은 주령의 모친과 동생을 인질로 삼았다. 주령은 눈물을 흘리며 말하였다.
| “ | 장부가 한 번 세상에 나온 이상, 어찌 가족들을 돌아보겠는가! | ” |

그리고는 계옹을 공격하여 그를 사로잡았으나, 가족들은 모두 죽임을 당하였다.
초평(初平) 4년(193), 조조가 서주(徐州)의 도겸(陶謙)을 정벌할 때 원소는 원군으로 주령을 조조에게 보냈다. 이때 주령은 공적을 세웠고, 전투가 끝난 후 다른 장수들은 원소에게 갔으나 그는 조조의 기량을 흠모하여 휘하의 병사들과 함께 그를 섬겼다.

### 조조 휘하에서의 행적
건안(建安) 4년(199), 조조(曹操)는 유비(劉備)로 하여금 원술(袁術)을 토벌하도록 하였고, 주령과 노초(路招)가 이에 가세하였다. 그러나 실행에 옮기기 전 원술은 병으로 죽었고, 주령 등은 유비를 남겨두고 조조에게 돌아갔다.
건안 10년(205)경, 기주를 평정한 조조는 주령의 위엄 있음을 높이 평가하여 항복한 기주의 병사들을 그에게 맡겼다. 그러나 주령이 명을 받고 양책(陽翟)까지 왔을 때 중랑장(中郞將) 정앙(程昂)이 반란을 일으키자 곧바로 그를 죽이고 난을 평정했다. 주령은 책임을 지기 위하여 조조에게 사태를 보고하였으나, 조조는 등우(鄧禹)의 예를 들어 죄를 묻지 않았다.
건안 13년(208), 조조가 형주(荊州) 정벌에 착수할 때 사공연속주부(司空掾屬主簿) 조엄(趙儼)은 장릉태수(章陵太守)를 겸임하는 한편 도독호군(都督護軍)에 임명되었다. 이때 주령은 우금(于禁) · 장료(張遼) · 장합(張郃) · 이전(李典) · 노초 · 풍해(馮楷) 등과 함께 조엄의 지휘 하에 놓였다.
건안 16년(211) 가을 7월, 조조가 마초(馬超) 정벌에 착수할 때 주령도 종군하였다. 이때 조조는 은밀히 주령과 서황(徐晃)에게 밤중에 포판진(蒲阪津)을 건너 황하(黃河) 서쪽에 진영을 만들도록 하였다. 마초가 패한 후인 이듬해, 주령은 노초와 함께 행호군장군(行護軍將軍)에 임명된 하후연(夏侯淵)의 지휘 하에 놓이고 장안(長安)에 주둔하였다. 이때 하후연은 남산(南山)의 유웅(劉雄)을 격파하여 그 군대를 항복시켰고, 또한 마초와 한수(韓遂)의 옛 부하인 양흥(梁興)을 토벌하였다.
건안 20년(215) 봄 3월, 조조가 장로(張魯) 정벌에 나서자 이에 종군하였다. 조조가 무도(武都) 방면으로 나아가려 하자, 저(氐)가 길을 막았다. 조조의 명령으로 주령은 장합과 함께 이들을 무찔렀다.
위와 같이 주령은 수많은 공적을 세웠고, 명성은 서황 다음갔다. 그러나 주령은 항상 조조의 미움을 받았으며, 시기는 불분명하나 조조는 그를 우금의 부장으로 배치하였다. 주령과 그의 병사들은 우금의 위세를 두려워하여 복종하였다.

### 위 건국 후의 행적
황초(黃初) 원년(220), 조비(曹丕)가 황제로 등극하였다. 주령은 그간의 공적을 인정받아 수후(鄃侯)에 봉해졌고, 후장군(後將軍)에 임명되었으며 식읍이 늘었다. 조비는 주령의 위광이 주(周) 선왕(宣王)의 명신인 방숙(方叔)과 소호(邵虎)보다 위이며, 공적은 주발(周勃)과 관영(灌嬰)보다도 크다고 극찬하였다. 또한 주령에게 원하는 땅을 주겠다고 하였고, 주령이 고당(高唐) 땅을 원하자 그를 고당정후(高唐亭侯)에 봉하였다.
태화(太和) 3년(229) 가을, 조휴(曹休) · 가규(賈逵)와 함께 오(吳) 정벌에 종군하였다. 조휴는 석정(石亭)를 공격하였다 패하였고, 주령이 이를 구원하였다. 죽은 후 시호로 위후(威侯)에 봉해졌다.
정시(正始) 4년(243) 가을 7월, 이미 사망한 주령은 다른 공신들과 함께 태조(太祖)로 추존된 조조의 묘에 배향되었다.

## 같이 보기
- 삼국지 인물 목록